# Art Concret

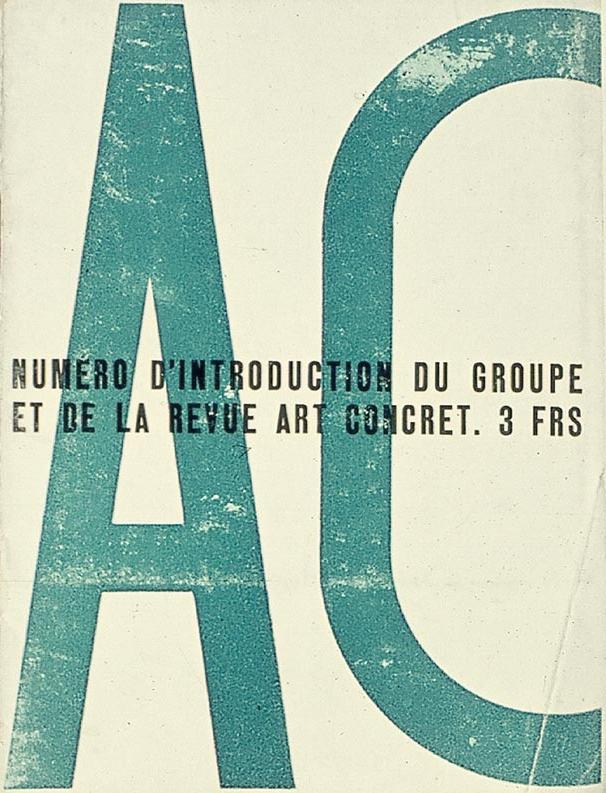
Omslag voor het introductienummer van Art Concret. April 1930.

Art Concret (AC) is een kunstcollectief, opgericht in december 1929 in Parijs, dat zich bezighield met geometrisch-abstracte kunst, die geen enkele relatie met de natuur heeft en alleen nog naar zichzelf verwijst. Art Concret legde de basis voor wat in het Nederlands concrete kunst wordt genoemd.

## Voorgeschiedenis
Initiatiefnemer van de groep Art Concret was de Nederlandse schilder en theoreticus Theo van Doesburg. Van Doesburg was van mening dat de kunst niet tot doel had de waarneembare werkelijkheid te reproduceren. Hij vond dan ook dat zuivere kunst niet uit de ‘natuur’ voortkwam, maar uit de ‘geest’ en om die reden abstract moest zijn. Al in 1917 onderscheidde hij twee vormen van abstracte kunst: abstracte kunst die toevallig tot stand kwam (bijvoorbeeld binnen het expressionisme) en abstracte kunst waar goed over nagedacht was (bijvoorbeeld de composities van Mondriaan). Voor deze laatste vorm richtte hij in 1917 het tijdschrift De Stijl op. Omstreeks 1928 verkeerde De Stijl echter in een crisis. Van Doesburg had ruzie gekregen met Mondriaan, alle overige leden hadden de groep verlaten en Van Doesburg verkeerde in geldnood. In 1928 verscheen voorlopig het laatste nummer van De Stijl.

## Oprichting

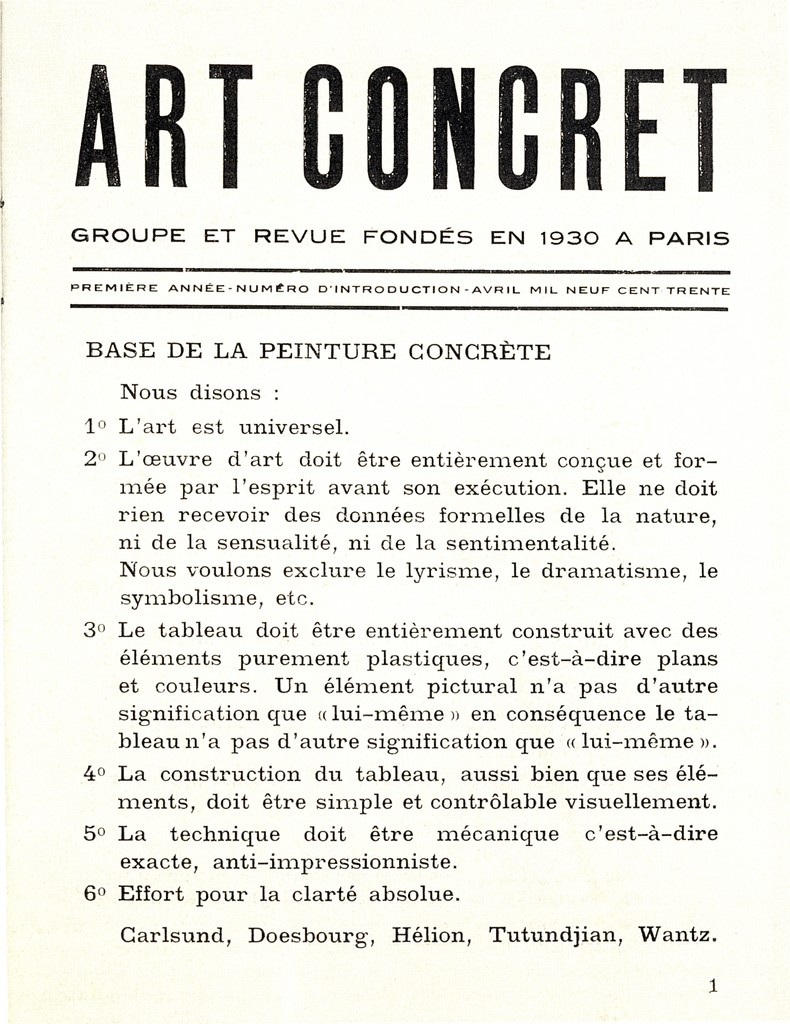
Manifest.

Na de de facto opheffing van De Stijl bleef bij Van Doesburg de behoefte bestaan zich met andere kunstenaars te combineren. Dit had een idealistische reden (het promoten van de abstracte kunst), maar het had ook een praktische reden (het huren van een tentoonstellingsruimte is in groepsverband aanzienlijk goedkoper dan alleen). In 1929 besprak Van Doesburg zijn plannen voor een nieuw collectief met de Uruguayaanse schilder Joaquín Torres García. Kandidaat-leden voor deze groep waren onder meer Georges Vantongerloo, Constantin Brâncuşi, František Kupka, Piet Mondriaan, Friedrich Vordemberge-Gildewart, Antoine Pevsner, Henri Nouveau en Louis Fernández. Van Doesburg wilde de leden echter verdelen in twee groepen: klasse A (kunstenaars die nog niet geheel abstract werkten) en klasse B (zij die dat wel deden). Omdat men bang was dat deze indeling zou leiden tot de diskwalificatie van groep A, werden de besprekingen met Van Doesburg al snel stopgezet en richtte Torres García, buiten Van Doesburg om, samen met de Belg Michel Seuphor de groep Cercle et Carré op.
Uiteindelijk besloot Van Doesburg samen te werken met de veel minder bekende kunstenaars Marcel Wantz, Jean Hélion, Otto Gustaf Carlsund, Léon Arthur Tutundjian en Walmar Schwab. Wantz (1911-79) was typograaf en had tot dan toe nauwelijks geschilderd. Hélion was nog maar pas van figuratieve naar abstracte kunst overgestapt. Carlsund schilderde tot 1929 elkaar overlappende transparante vormen gebaseerd op muzikale tonen en richtte zich daarna pas op geometrisch-abstracte kunst. Tutundjian was het enige lid van Art Concret dat niet door Van Doesburg beïnvloed werd, hoewel zijn werk omstreeks deze periode wel steeds minimalistischer werd. Van 26 oktober tot 25 november 1929 namen Van Doesburg, Carlsund en Tutundjian gezamenlijk deel aan de eerste salon van de Surindépendants in Parijs. Op 21 december 1929 vond in restaurant Le Zeyer in Parijs een bespreking plaats tussen Van Doesburg, Carlsund, Fernández, Hélion, Pevsner en Tutundjian. Op 25 december stuurde Van Doesburg het manifest ‘Base de la peinture concrète’ (basis van de concrete kunst), mede namens Carlsund, Hélion en Tutundjian, ter ondertekening op naar Friedrich Vordemberge-Gildewart. De groep heette toen nog Groupement 6,6. Vordemberge tekende echter niet. De naam Art Concret is pas in 1930 ontstaan. In april dat jaar kwam ook het eerste en enige nummer van het gelijknamige tijdschrift van de groep uit met op pagina 1 het manifest. De naam van Walmar Schwab ontbreekt onder het manifest vanwege zijn nihilistische overtuiging.

## Manifest
Volgens het manifest van Art Concret is de kunst universeel en moet een kunstwerk vooraf bedacht zijn. Een schilderij moet uit heldere picturale elementen opgebouwd zijn (vlak en kleur), die alleen naar zichzelf verwijzen. Hierdoor verwijst het schilderij als geheel ook alleen naar zichzelf. Art Concret profileerde zich zo als tegenpool van de surrealisten. In 1929 legden Mondriaan en Van Doesburg hun ruzie bij. Mondriaan weigerde zich echter bij Art Concret aan te sluiten. Hij vond dat de groep te ver ging in haar systematische benadering van de kunst.

## Tentoonstellingen
De groep heeft twee tentoonstellingen georganiseerd: de tentoonstelling AC. Internationell utställning av post-kubistisk konst, die in augustus 1930 in Stockholm plaatsvond, en de tentoonstelling Production Paris 1930 in Zürich (najaar 1930). De catalogus bij de eerste tentoonstelling is samengesteld door Otto Gustaf Carlsund en Jean Hélion. Deze tentoonstelling bestond uit eenzelfde selectie als de eerder door Nelly van Doesburg georganiseerde tentoonstelling Expositions sélectes d'art contemporain (ESAC) aangevuld door werk van Zweedse avant-gardisten. Van 15 juni tot 13 juli 1945 vond in Galerie René Drouin de tentoonstelling Art Concret plaats.

## Opheffing
Art Concret stelde haar lidmaatschap alleen open voor kunstenaars die ‘zuiver abstract’ te werk gingen. Cercle et Carré, de grootste concurrent van Art Concret, deed dit niet en stelde haar lidmaatschap open voor alle kunstenaars die in abstracte richting werkten. Het gevolg hiervan was dat Cercle et Carré 19 leden telde en Art Concret slechts zes. Dit ging niet onopgemerkt voorbij aan Van Doesburg en hij kwam tot de conclusie dat zijn strategie van exclusiviteit en rigide manifesten niet werkte. Op initiatief van Hans Arp richtten Van Doesburg, Arp, Auguste Herbin, Hélion en Alberto Giacometti op 12 februari 1931 in Van Doesburgs woning in Meudon de groep Abstraction-Création op met hierin oud-leden van zowel De Stijl, Cercle et Carré als Art Concret, maar ook een nieuwe generatie kunstenaars, zoals Hélion, Jean Gorin en Marlow Moss. Deze veel breder gedragen groep heeft tot 1937 bestaan en heeft op een veel constructievere manier bijgedragen aan de acceptatie van de abstracte kunst.